# Relaciones Honduras-México
La República de Honduras y los Estados Unidos Mexicanos establecieron relaciones diplomáticas en 1879. Ambas naciones son miembros de la Asociación de Estados del Caribe, Comunidad de Estados Latinoamericanos y del Caribe, Naciones Unidas, Organización de Estados Americanos y la Organización de Estados Iberoamericanos.

## Historia

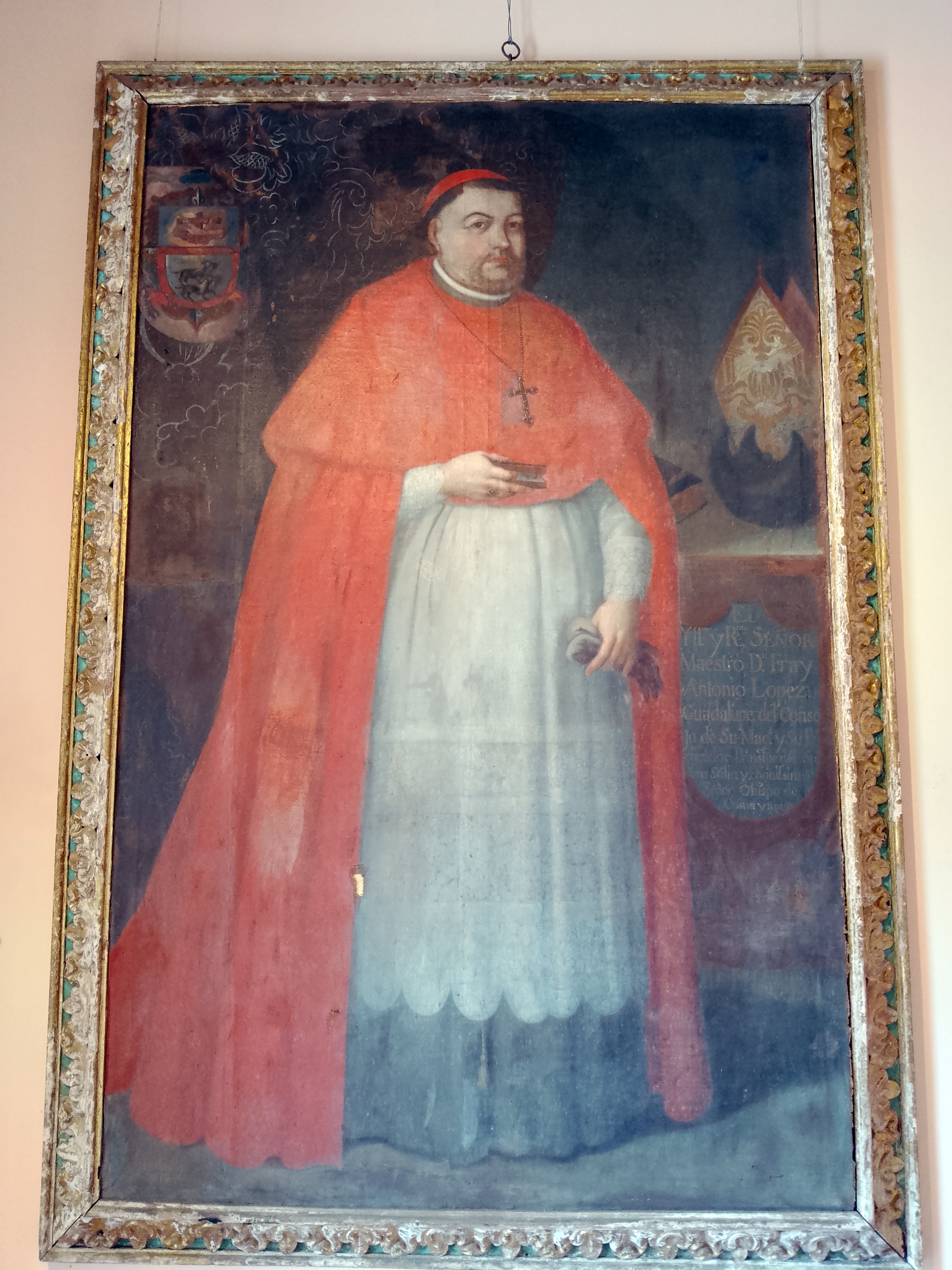
Fray Antonio Guadalupe López Portillo de origen mexicano radicado en Comayagua, fue uno de los religiosos que más contribuyó a la educación superior en Honduras durante el virreinato.

Honduras y México siempre han tenido una relación cercana y también comparten una historia y varios rasgos socioculturales en común. Ambas naciones poseen patrimonios nacionales de culturas mesoamericanas como la Maya, ambas fueron conquistadas por los mismos conquistadores tales como Hernán Cortes, Cristóbal de Olid, y Pedro de Alvarado y subsecuentemente pertenecieron al Imperio español, ambas son mayoritariamente católicas, y ambas naciones formaron parte del virreinato de la Nueva España de 1535 a 1821. Poco después de lograr la Independencia de España en 1821, Honduras perteneció al Primer Imperio Mexicano por muy poco tiempo hasta 1823 cuando entonces esta se unió a la República Federal de Centro América. Dentro de los mexicanos que se unieron al ejército Ejército Aliado Protector de la Ley, comandado por el Hondureño Francisco Morazán durante la llamada guerra civil centroamericana se encontraban el General Agustín Guzmán, oriundo de Quetzaltenango. Después de su disolución en 1838, Honduras se convirtió en una nación independiente.

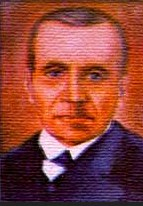
El presidente Francisco Cruz Castro fue hijo de Don José María Cruz, un inmigrante mexicano llegado a Honduras.

En 1847 la república de Honduras mostró solidaridad hacia México tras la guerra México Estadounidense en donde el presidente Hondureño Juan Lindo mostró apoyo hacia los mexicanos criticando la invasión militar estadounidense. Honduras y México establecieron relaciones diplomáticas formales en 1879. En 1908, ambas naciones establecieron misiones diplomáticas residentes en las respectivas capitales. Ese mismo año, un tratado de 'Amistad, Comercio y Navegación' fue firmado entre ambas naciones. En 1943, sus misiones diplomáticas fueron elevadas a embajadas.
México ha observado y participado activamente de manera diplomática en los asuntos hondureños a lo largo de la turbulenta historia del país, que involucró Guerras civiles, protestas en contra de los golpes de Estado, gobiernos militares, intervención estadounidense y guerras con países vecinos. En 1969, Honduras pasó a la guerra con El Salvador conocida como la Guerra del Fútbol por la cual México intervino diplomáticamente y trató de resolver entre los dos países. En junio de 2009, el presidente hondureño Manuel Zelaya fue derrocado en un golpe de Estado y llevado a Costa Rica. Al igual que otras naciones de América Latina, México rompió temporalmente las relaciones diplomáticas con el gobierno golpista de Honduras tras esto. En julio de 2010, se restablecieron de nuevo las relaciones diplomáticas plenas.
Durante las últimas décadas, México ha sido un país de tránsito para miles de inmigrantes hondureños que entran al país en su camino hacia los Estados Unidos. La mayoría de los inmigrantes hondureños huyen a los Estados Unidos para obtener mejores oportunidades económicas y/o para escapar del crimen organizado y la violencia de las pandillas en su país, especialmente de la MS-13/Mara Salvatrucha. En 2014, México deportó a más de 33.000 inmigrantes hondureños a Honduras.
Tanto los gobiernos de Honduras como México han incrementado la cooperación mutua para brindar asistencia jurídica y humanitaria a los inmigrantes hondureños en México y para combatir la trata de personas y la violencia contra los migrantes en México. Ambas naciones también acordaron combatir la presencia de cárteles mexicanos que operan en Honduras.
En 2018, varios miles de hondureños formaron parte del viacrucis del migrante y atravesaron todo México hasta la ciudad norteña de Tijuana para solicitar asilo en Estados Unidos. En 2018, más de 640 hondureños solicitaron y obtuvieron asilo en México, donde muchos optan por permanecer en lugar de enfrentar la incertidumbre de intentar solicitar asilo en los Estados Unidos, y tampoco desean que se les niegue y les regresan a Honduras. En 2023, el número de hondureños que solicitaron asilo en México aumentó a 40,142.
En enero de 2022, el canciller mexicano Marcelo Ebrard realizó una visita a Honduras para asistir a la toma de posesión de la presidenta Xiomara Castro. En mayo de ese mismo año, el presidente mexicano Andrés Manuel López Obrador realizó una visita oficial a Honduras.
En octubre de 2023, la presidenta hondureña Xiomara Castro realizó una visita a Palenque, Chiapas, para asistir a una Cumbre sobre la Migración, organizada por el presidente mexicano Andrés Manuel López Obrador. En octubre de 2024, la presidenta Xiomara Castro viajó a México para asistir a la toma de posesión de la presidenta Claudia Sheinbaum. En abril de 2025, la presidenta Sheinbaum realizó una visita a Honduras para asistir a la IX cumbre de la CELAC.

## Visitas de alto nivel
Visitas de Honduras a México

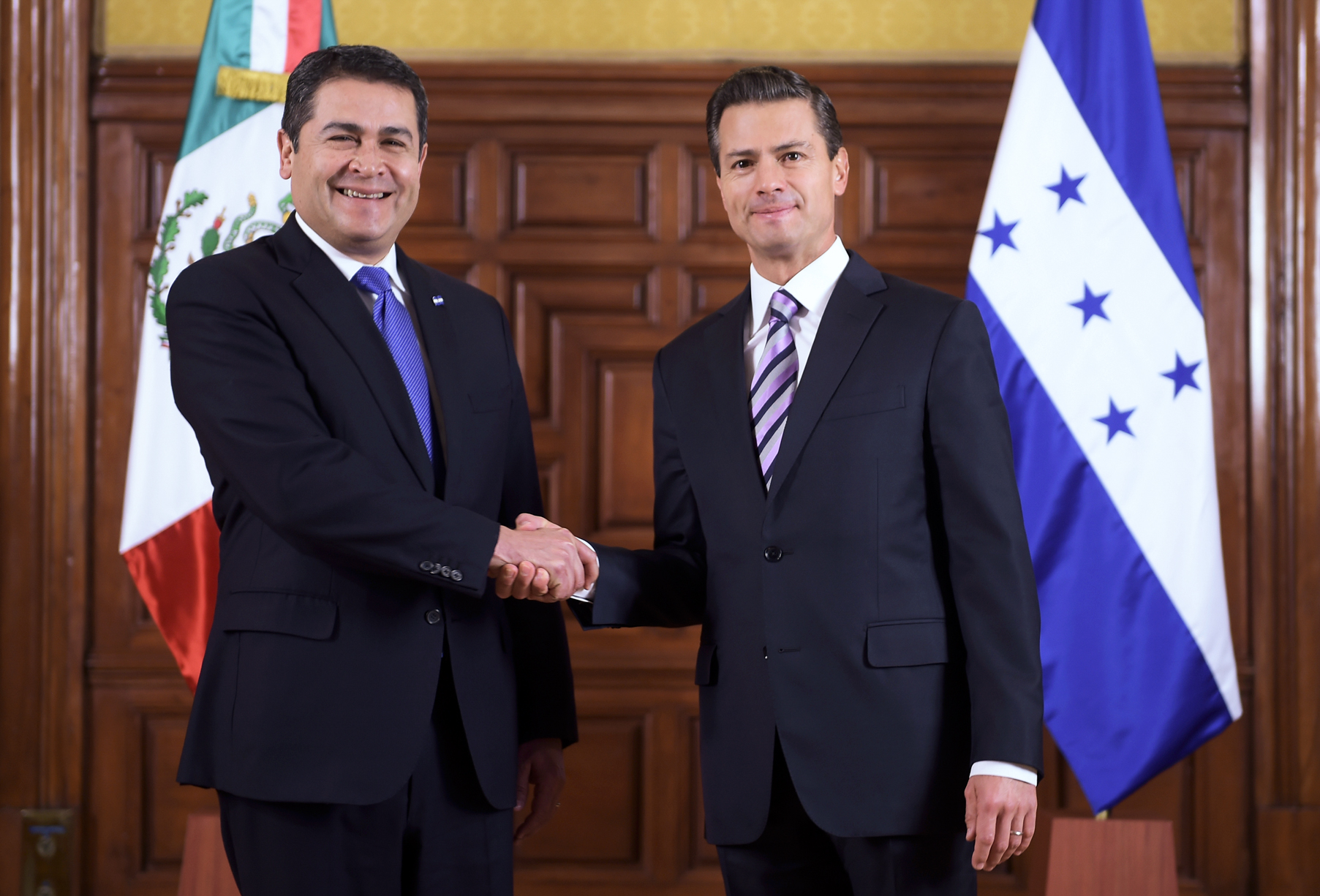
El Presidente hondureño Juan Orlando Hernández y el presidente mexicano Enrique Peña Nieto en Tegucigalpa, 2015.

- Presidente José Simón Azcona (1988)
- Presidente Rafael Leonardo Callejas (1991, 1992)
- Presidente Carlos Flores Facussé (1998)
- Presidente Ricardo Maduro (2002, 2004)
- Presidente Manuel Zelaya (2008, 2009)
- Presidente Porfirio Lobo (2011, 2012)
- Presidente Juan Orlando Hernández (2014, 2015, 2016, 2018, 2019, 2021)
- Presidenta Xiomara Castro (2023, 2024)

Visitas de México a Honduras
- Presidente Gustavo Díaz Ordaz (1966)
- Presidente Carlos Salinas de Gortari (1990)
- Presidente Vicente Fox (2004, 2006)
- Presidente Felipe Calderón (2008)
- Presidente Enrique Peña Nieto (2015)
- Secretario de Relaciones Exteriores Marcelo Ebrard (2022)
- Presidente Andrés Manuel López Obrador (2022)
- Presidenta Claudia Sheinbaum (2025)

## Acuerdos bilaterales
Ambas naciones han firmado varios acuerdos bilaterales como un Acuerdo de Cooperación Turística (1990); Acuerdo para Combatir el Narcotráfico y la Farmacodependencia (1990); Acuerdo de Cooperación Científica y Técnica (1995); Acuerdo de Cooperación Educativa y Cultural (1998); Tratado sobre Ejecución Conjunta de Penas Penales (2003); Tratado de Asistencia Jurídica Mutua en Materia Penal (2004) y un Tratado sobre Delimitación Marítima (2005).

## Transporte
Hay vuelos directos entre la Ciudad de México y San Pedro Sula con Aeroméxico Connect.

## Relaciones comerciales
En junio de 2000, México y Honduras, junto con El Salvador y Guatemala firmaron un Tratado de Libre Comercio que entró en vigor en 2001. Desde entonces, tanto Costa Rica como Nicaragua se han sumado al acuerdo de libre comercio. En 2023, el comercio total entre Honduras y México ascendió a $2.2 mil millones de dólares. Las principales exportaciones de Honduras a México incluyen: alambres y cables eléctricos, aceite de palma, caña de azúcar, prendas de vestir, y accesorios para vehículos de motor. Las principales exportaciones de México a Honduras incluyen: alambres de cobre, alambres eléctricos, extractos de malta, aceites de petróleo, vehículos de motor y productos químicos.
Varias compañías multinacionales mexicanas como América Móvil, Cemex, Grupo Bimbo y Gruma (entre otras) operan en Honduras.

## Misiones diplomáticas residentes
- Honduras tiene una embajada en la Ciudad de México y consulados-generales en Ciudad Juárez, Monterrey, San Luis Potosí, Tapachula, Tijuana, Veracruz y Villahermosa; y una agencia consular en Acayucan.[18]
- México tiene una embajada en Tegucigalpa[19] y un consulado en San Pedro Sula.[20]

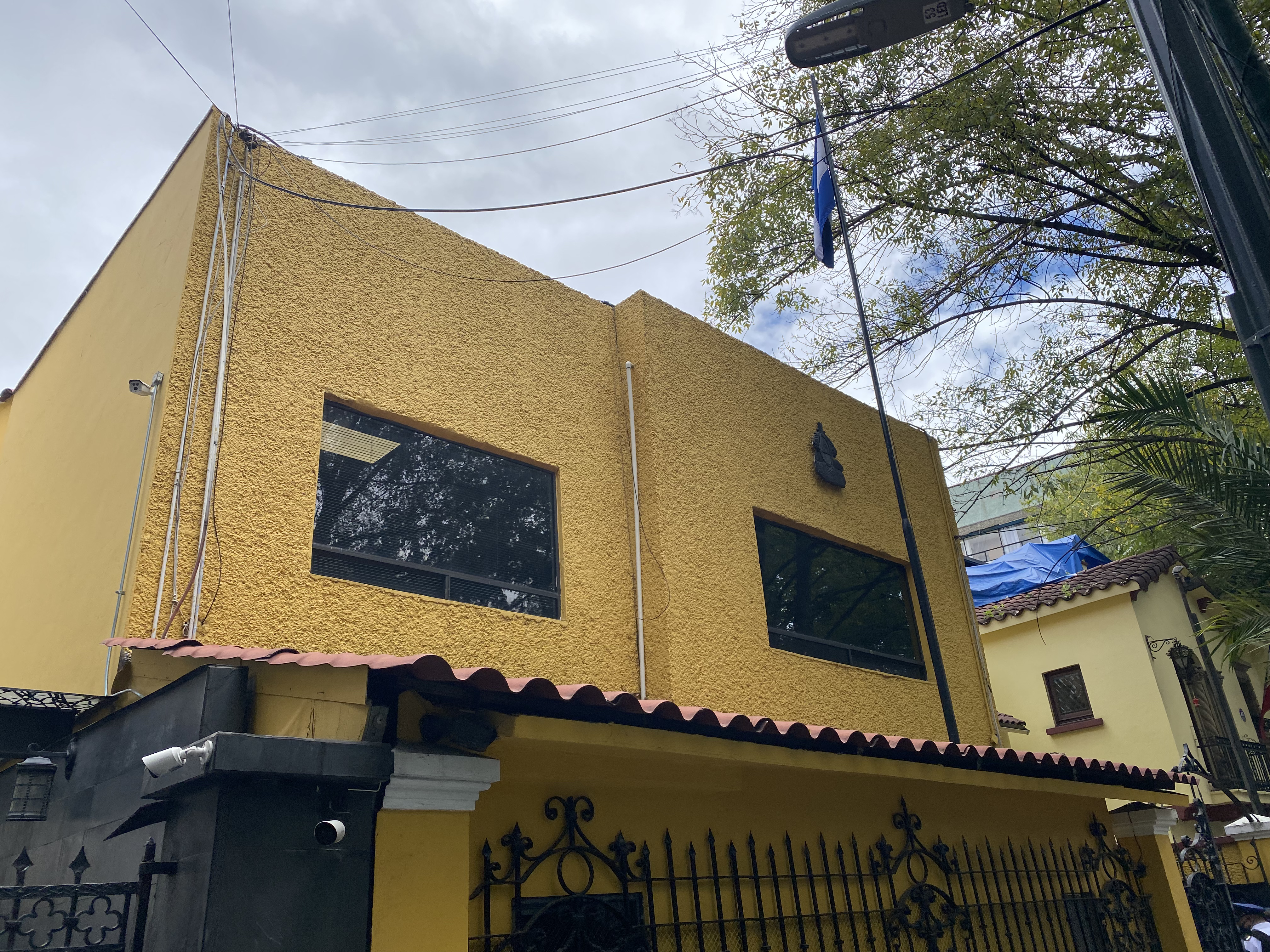
Embajada de Honduras en la Ciudad de México
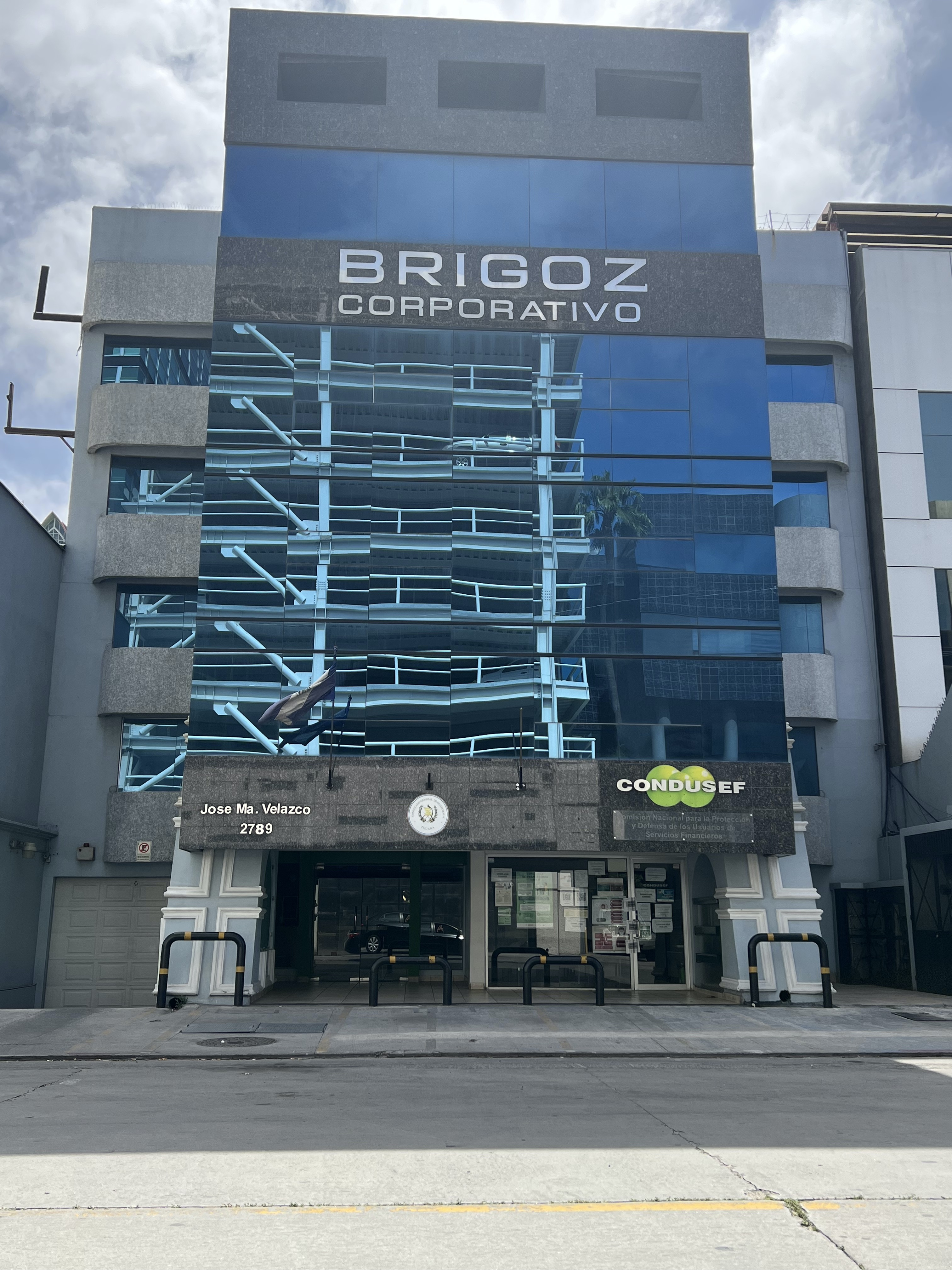
Edificio alojando al Consulado-General de Honduras en Tijuana